# Сен-Жан-Путж
Сен-Жан-Путж (фр. Saint-Jean-Poutge) — коммуна во Франции, находится в регионе Юг — Пиренеи. Департамент — Жер. Входит в состав кантона Вик-Фезансак. Округ коммуны — Ош.
Код INSEE коммуны — 32382.

## География
Коммуна расположена приблизительно в 590 км к югу от Парижа, в 90 км западнее Тулузы, в 19 км к северо-западу от Оша.
По территории коммуны протекает река Баиз.

## Климат
Климат умеренно-океанический. Лето жаркое и немного дождливое, температура часто превышает 35 °С. Зимой часто бывает отрицательная температура и ночные заморозки. Годовое количество осадков — 700—900 мм.

## Население
Население коммуны на 2010 год составляло 316 человек.
| 1962 | 1968 | 1975 | 1982 | 1990 | 1999 | 2010 |
| ---- | ---- | ---- | ---- | ---- | ---- | ---- |
| 329  | 326  | 322  | 314  | 283  | 238  | 316  |

## Администрация
| Период | Период | Фамилия        | Партия | Примечания |
| ------ | ------ | -------------- | ------ | ---------- |
| 2001   | 2020   | Филипп Лаффорг |        |            |

## Экономика
В 2010 году среди 185 человек трудоспособного возраста (15-64 лет) 138 были экономически активными, 47 — неактивными (показатель активности — 74,6 %, в 1999 году было 67,8 %). Из 138 активных жителей работали 130 человек (67 мужчин и 63 женщины), безработных было 8 (4 мужчины и 4 женщины). Среди 47 неактивных 9 человек были учениками или студентами, 29 — пенсионерами, 9 были неактивными по другим причинам.

## Достопримечательности
- Замок Эрребук (XIII век). Исторический памятник с 1926 года[4]